# Jamaica a 2011-es úszó-világbajnokságon
Jamaica a 2011-es úszó-világbajnokságon két úszóval vett részt.

## Úszás
Férfi
| Versenyző     | Esemény                         | Selejtező | Selejtező | Elődöntő          | Elődöntő          | Döntő             | Döntő             |
| Versenyző     | Esemény                         | Idő       | Helyezés  | Idő               | Helyezés          | Idő               | Helyezés          |
| ------------- | ------------------------------- | --------- | --------- | ----------------- | ----------------- | ----------------- | ----------------- |
| Brad Hamilton | Férfi 100 méteres gyorsúszás    | DNS       | DNS       | Nem jutott tovább | Nem jutott tovább | Nem jutott tovább | Nem jutott tovább |
| Brad Hamilton | Férfi 100 méteres pillangóúszás | 56.48     | 47        | Nem jutott tovább | Nem jutott tovább | Nem jutott tovább | Nem jutott tovább |

Női
| Versenyző   | Esemény                    | Selejtező | Selejtező | Elődöntő          | Elődöntő          | Döntő             | Döntő             |
| Versenyző   | Esemény                    | Idő       | Helyezés  | Idő               | Helyezés          | Idő               | Helyezés          |
| ----------- | -------------------------- | --------- | --------- | ----------------- | ----------------- | ----------------- | ----------------- |
| Victoria Ho | Női 200 méteres gyorsúszás | DNS       | DNS       | Nem jutott tovább | Nem jutott tovább | Nem jutott tovább | Nem jutott tovább |
| Victoria Ho | Női 400 méteres gyorsúszás | DNS       | DNS       |                   |                   | Nem jutott tovább | Nem jutott tovább |